# 8561 Сікорук
8561 Сікорук (8561 Sikoruk) — астероїд головного поясу, відкритий 26 вересня 1995 року.
Тіссеранів параметр щодо Юпітера — 3,182.